# Cherax

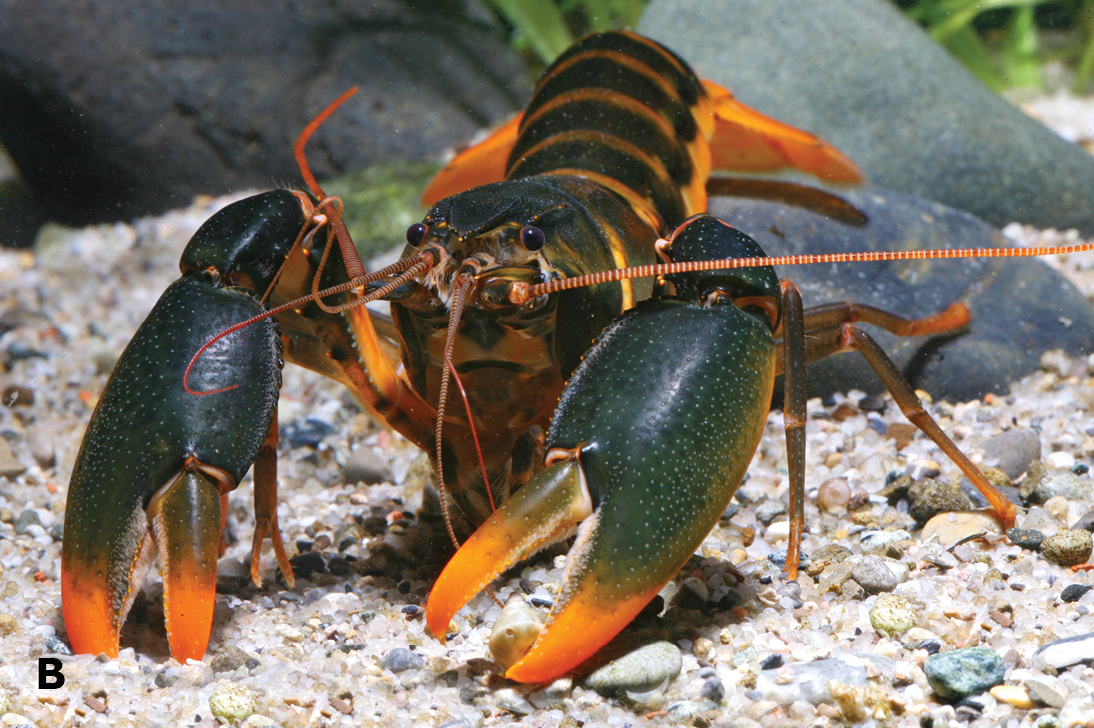
Cherax snowden

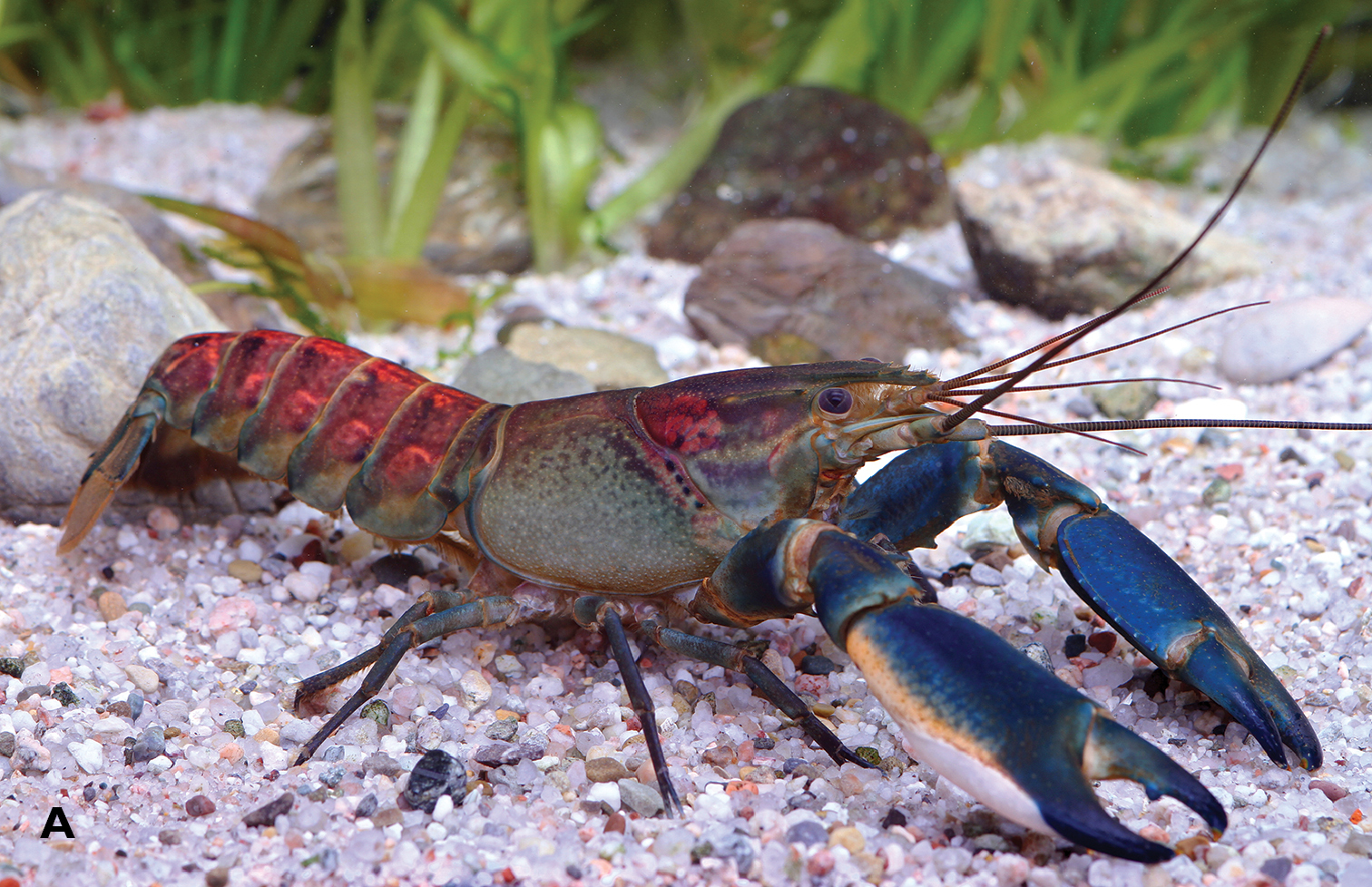
Cherax warsamsonicus

Cherax (лат.) — род десятиногих пресноводных раков из семейства Parastacidae (Decapoda). Около 70 видов. Обитают в Австралии и на Новой Гвинее. Из-за своей красочности встречаются в торговле у аквариумистов.

## Распространение и экология
Австралия, остров Новая Гвинея. Представителей рода можно встретить в озёрах, реках и ручьях на большей части Австралии и Новой Гвинеи
На Новой Гвинее Cherax широко распространены в реках, ручьях и озёрах, с особенно большим разнообразием в горном озере Паниай (Paniai Lakes). Новая Гвинея также является родиной единственного известного пещерного рака в Южном полушарии, C. acherontis

### Интродукция и риски
Некоторые виды очень красочны и иногда встречаются в торговле вместе с другими обитателями пресноводных аквариумов в разных регионах мира. Сбор и торговля этими редкими и красочными раками, а также местными жителями в качестве пищи вызывает определённые опасения об угрозах существования их популяций. Кроме того, из-за роста населения в этих регионах происходит потеря среды обитания и её загрязнение. Две наиболее распространенные угрозы для раков — это деградация среды обитания и распространение инвазивных видов.

## Описание
Десятиногие раки, у которых карапакс гладкий, пунктированный или мелкогранулированный, редко с шипами или бугорками, кроме рострального, посторбитального, бранхиостегального и шейного; переднелатеральный край бранхиокардиальной борозды слит с шейной бороздой довольно высоко на карапаксе. Брюшко редко с шипами или бугорками на плевре; плеврон первого брюшного сегмента отчётливый и частично перекрывается плеврой второго. Тельсон обычно без признаков поперечного шва и с задней частью мембраны. Клешня с вентролатеральным краем без шипов или крупных бугорков, иногда с некальцифицированной областью; когда верхняя поверхность карпуса хелипеды удерживается в горизонтальной плоскости, дактиль движется субгоризонтально; карпус хелипеды с 0—4 крупными шипами мезиально и от 1 до нескольких на вентродистальном крае или рядом с ним.
Брачный сезон у Cherax приходится на раннюю весну. После оплодотворения яйца развиваются внутри тела матери в течение 4—6 недель. После этого периода яйца переходят на внешнюю сторону тела матери и остаются на хвосте самки. Затем яйца продолжают развиваться и вылупляются весной.
Оба пола Cherax избирательны в выборе партнёров для спаривания. Самки выбирают самцов с более крупной центральной массой (брюшко и хвост) и клешнями. Самцы склонны выбирать партнеров для копуляции, которые имеют больший размер тела и являются девственницами. В противоположность самкам, которые были более доминантными или имели симметричные челюсти.
В рамках спаривания/копуляции самцы и самки сражаются друг с другом. Это позволяет самке проверить силу самца, чтобы определить, будут ли они производить выгодное потомство. Во время схватки оба выделяют мочу. Выделение мочи самкой вызывает сексуальную реакцию самца.

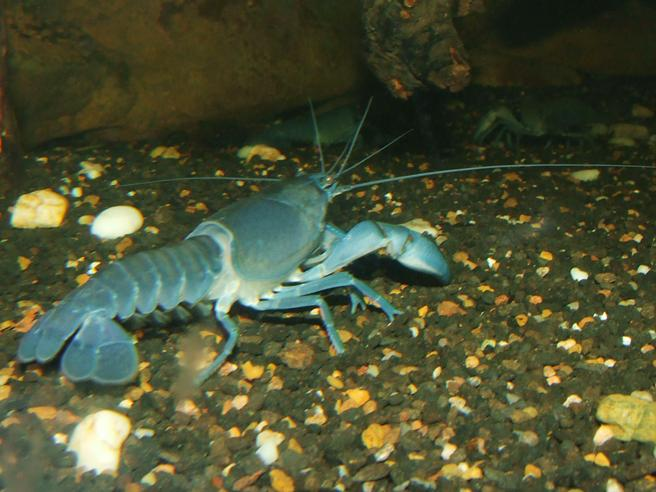
Cherax destructor
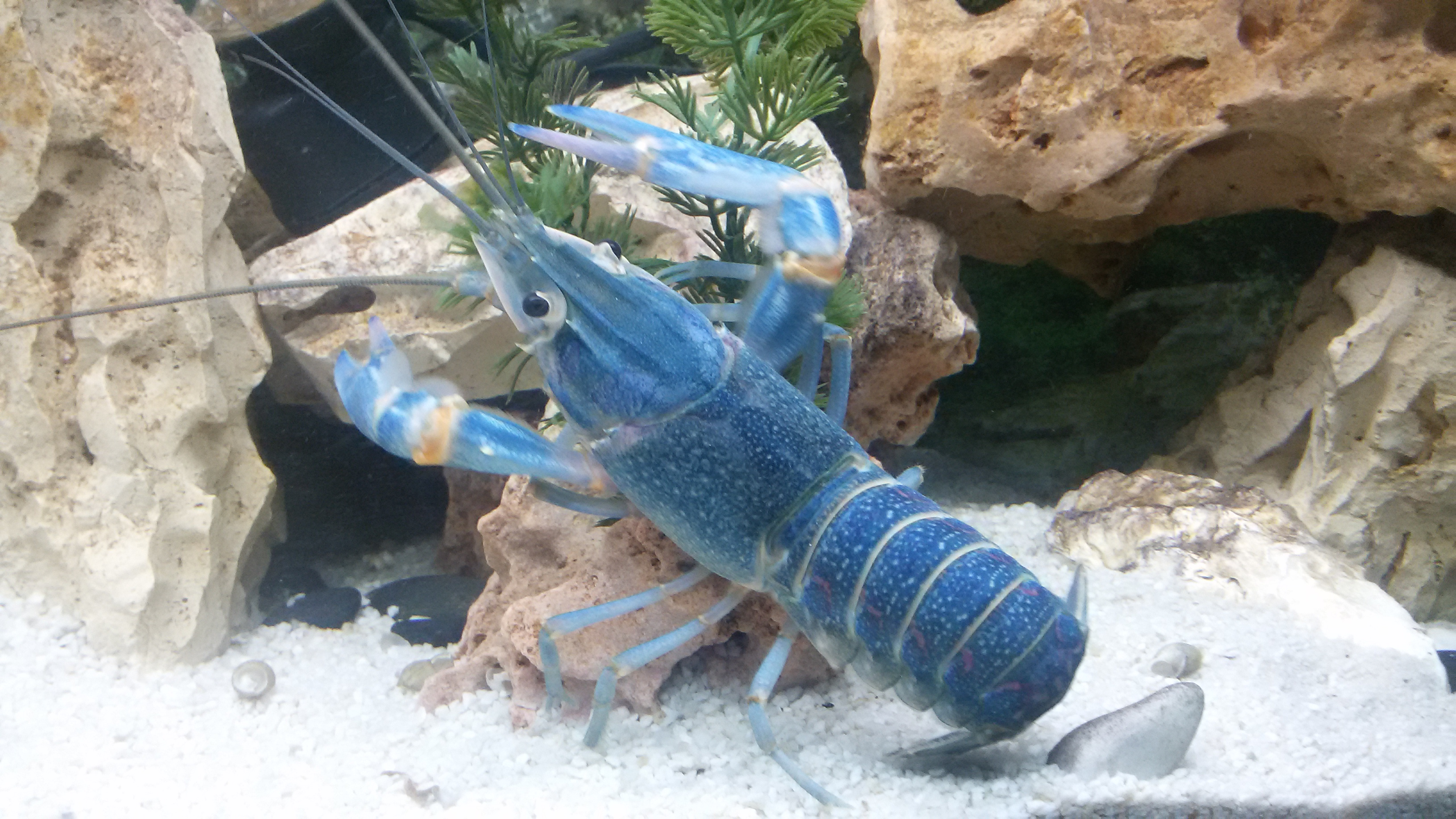
Cherax quadricarinatus
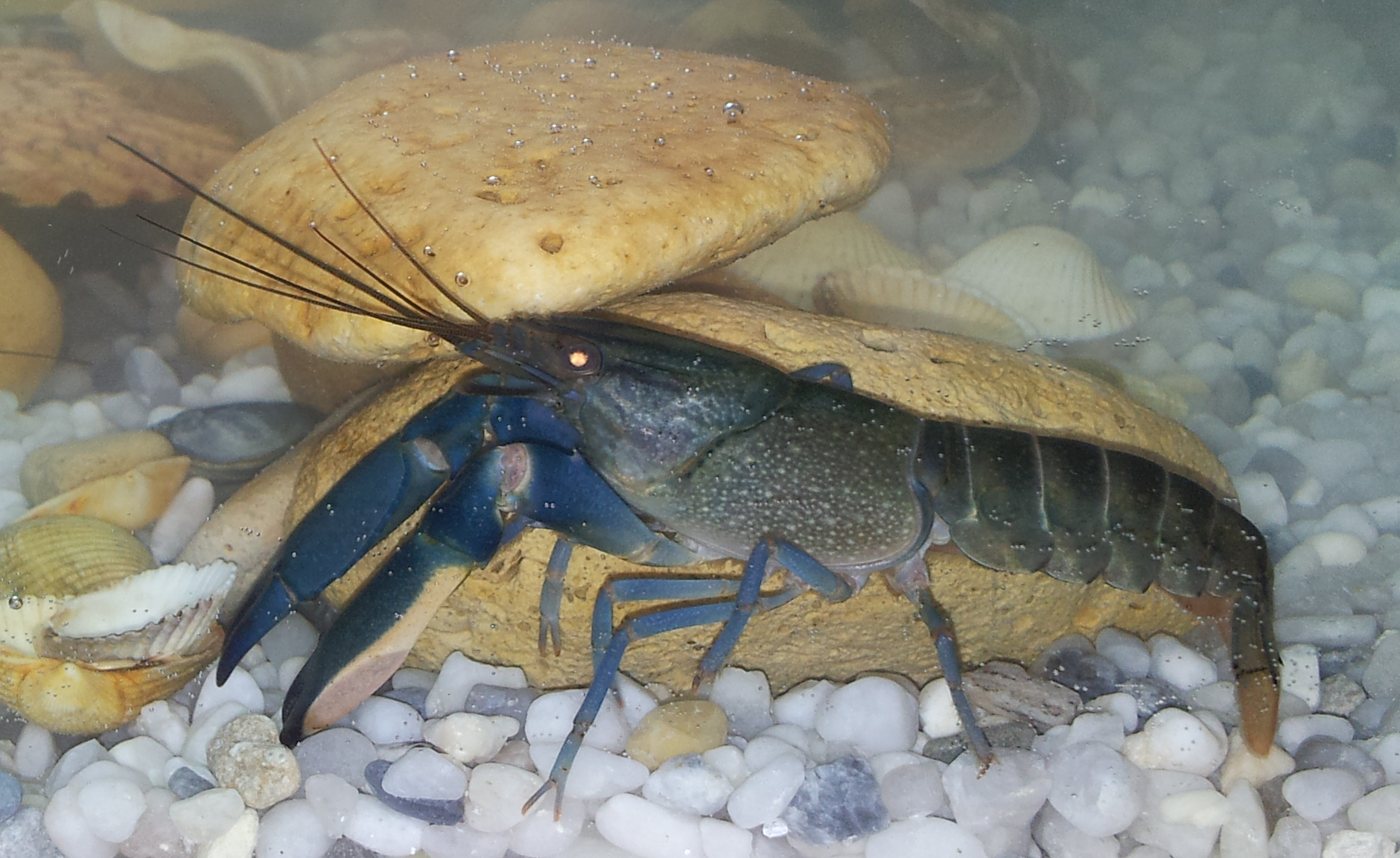
Cherax boesemani
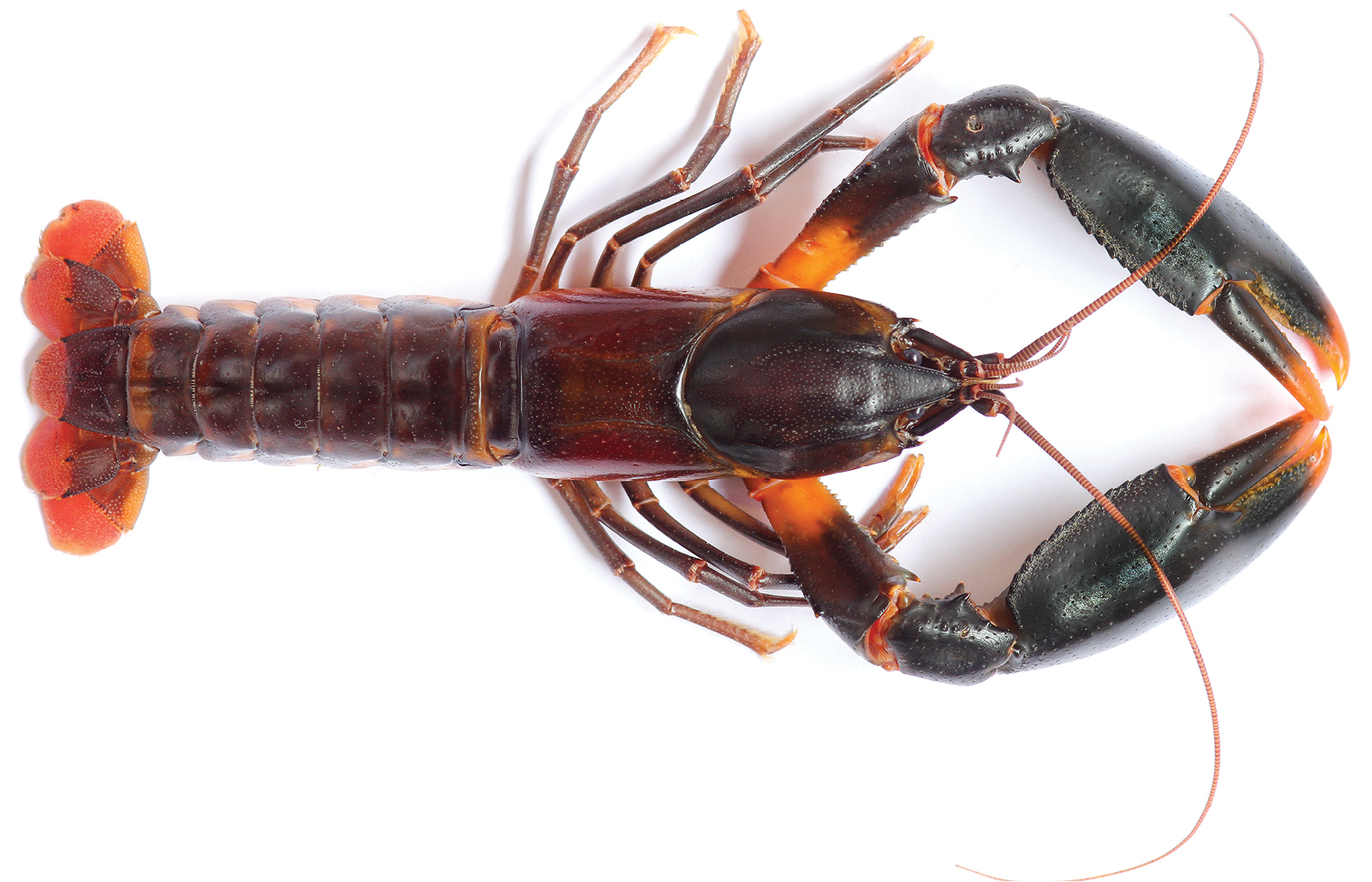
Cherax snowden

## Поведение
В случаях, когда самцы имеют схожие по размеру клешни, они вступают в бой, и побеждает тот, у кого больше сила смыкания клешней.
Самки C. dispar используют сигнализацию силы, то есть размер их клешней является хорошим индикатором для других C. dispar о силе данной особи. Особи, обладающие более крупными клешнями, участвуют в более агонистических схватках и чаще побеждают. В исследовании силы желваков самок C. dispar было обнаружено, что размер желваков также косвенно указывает на доминирование самки из-за сигнализации силы.

## Систематика
Известно около 70 видов. Род был впервые описан в 1846 году немецким зоологом Вильгельм Фердинандом Эрихсоном (Wilhelm Ferdinand Erichson, 1809—1848) по типовому виду Astacus (Cheraps) Preissii Erichson, 1846.
- Cherax acherontis Patoka, Bláha et Kouba, 2017[11]
- Cherax albertisii Nobili, 1899
- Cherax albidus Clarke, 1936
- Cherax alyciae Lukhaup, Eprilurahman et von Rintelen, 2018[12]
- Cherax aruanus Roux, 1911
- Cherax austini Coughran et Hobson, 2012
- Cherax barretti Clark, 1941
- Cherax bicarinatus (Gray, 1845)
- Cherax boesemani Lukhaup & Pekny, 2008[13]
- Cherax boschmai Holthuis, 1949[14]
- Cherax buitendijkae Holthuis, 1949[14]
- Cherax cainii Austin, 2002
- Cherax cairnsensis Riek, 1969[15]
- Cherax cartalacoolah Short, 1993[16]
- Cherax cid Coughran & Furse, 2012[17]
- Cherax communis Holthuis, 1949[14]
- Cherax crassimanus Riek, 1967[18]
- Cherax cuspidatus Riek, 1969[15]
- Cherax davisi Clark, 1941
- Cherax depressus Riek, 1951[19]
- Cherax destructor Clark, 1936
- Cherax dispar Riek, 1951[19]
- Cherax esculus Riek, 1956
- Cherax gherardii Patoka, Bláha et Kouba, 2015[20][21]
- Cherax glaber Riek, 1967
- Cherax glabrimanus Riek, 1967
- Cherax gladstonensis Riek, 1969[15]
- Cherax holthuisi Lukhaup & Pekny, 2006[22]
- Cherax leckii Coughran, 2005
- Cherax longipes Holthuis, 1949[14]
- Cherax lorentzi Roux, 1911
- Cherax minor Holthuis, 1996[23]
- Cherax misolicus Holthuis, 1949[14]
- Cherax monticola Holthuis, 1950[24]
- Cherax mosessalossa Lukhaup, Eprilurahman et von Rintelen, 2018[12]
- Cherax murido Holthuis, 1949
- Cherax neocarinatus Riek, 1967[18]
- Cherax neopunctatus Riek, 1969[15]
- Cherax nucifraga Short, 1991
- Cherax pallidus Holthuis, 1949[14]
- Cherax paniaicus Holthuis, 1949[14]
- Cherax papuanus Holthuis, 1949[14]
- Cherax parvus Short & Davie, 1993
- Cherax peknyi Lukhaup & Herbert, 2008[25]
- Cherax plebejus (Hess, 1865)
- Cherax preissii (Erichson, 1846)
  - = Cherax angustus (McCulloch, 1914)
- Cherax pulcher Lukhaup, 2015[5][26]
- Cherax pulverulentus Patoka et al., 2025[27]
- Cherax punctatus Clark, 1936
- Cherax quadricarinatus (von Martens, 1868)
- Cherax quinquecarinatus (Gray, 1845)
- Cherax rhynchotus Riek, 1951[19]
- Cherax robustus Riek, 1951[19]
- Cherax rotundus Clark, 1941
- Cherax setosus (Riek, 1951)
- Cherax snowden Lukhaup, Panteleit et Schrimpf, 2015[28][21][29]
- Cherax solus Holthuis, 1949[14]
- Cherax tenuimanus (Smith, 1912)
- Cherax urospinosus Riek, 1969[15]
- Cherax wagenknechtae Eprilurahman et Lukhaup, 2022[30]
- Cherax warsamsonicus Lukhaup, Eprilurahman & von Rintelen, 2017[31]
- Cherax wasselli Riek, 1969[15]